# Вилласерф
Вилласе́рф (фр. Villacerf) — коммуна во Франции, находится в регионе Шампань — Арденны. Департамент — Об. Входит в состав кантона Труа-2. Округ коммуны — Труа.
Код INSEE коммуны — 10409.
Коммуна расположена приблизительно в 135 км к юго-востоку от Парижа, в 70 км юго-западнее Шалон-ан-Шампани, в 13 км к северо-западу от Труа.

## Население
Население коммуны на 2020 год составляло 611 человек.
| 1962 | 1968 | 1975 | 1982 | 1990 | 1999 | 2008 | 2020 |
| ---- | ---- | ---- | ---- | ---- | ---- | ---- | ---- |
| 251  | 279  | 300  | 384  | 390  | 421  | 487  | 611  |

## Экономика
В 2007 году среди 335 человек в трудоспособном возрасте (15—64 лет) 267 были экономически активными, 68 — неактивными (показатель активности — 79,7 %, в 1999 году было 77,8 %). Из 267 активных работали 257 человек (134 мужчины и 123 женщины), безработных было 10 (4 мужчины и 6 женщин). Среди 68 неактивных 17 человек были учениками или студентами, 32 — пенсионерами, 19 были неактивными по другим причинам.

## Достопримечательности
- Церковь Св. Иоанна Крестителя (XII век). Памятник истории с 1986 года[3]
- Замок Вилласерф. Во время Великой французской революции многие произведения искусства, находившиеся в замке, были конфискованы и переданы в Музей изобразительных искусств[фр.] в Труа.

## Фотогалерея

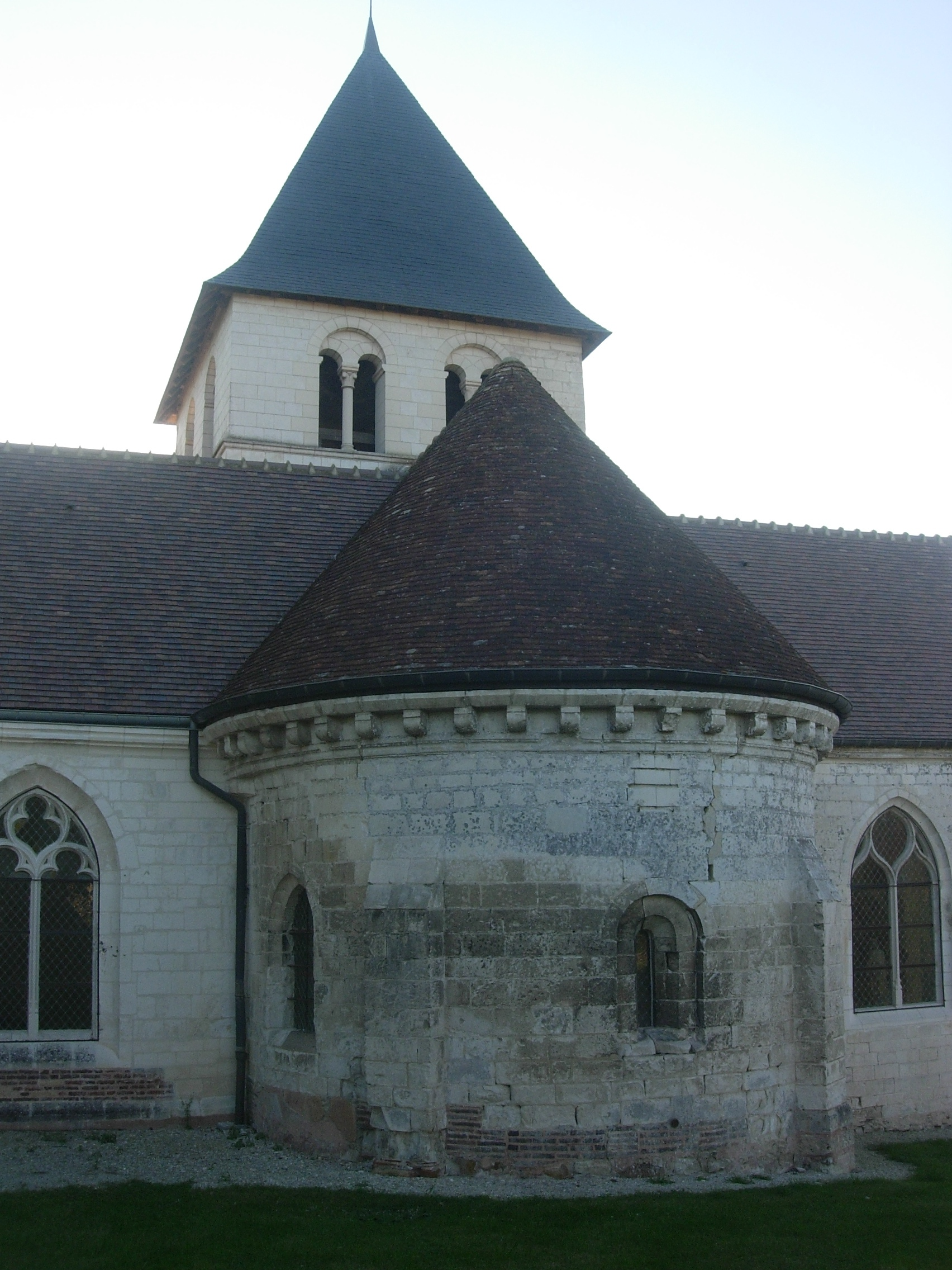
Церковь Св. Иоанна Крестителя
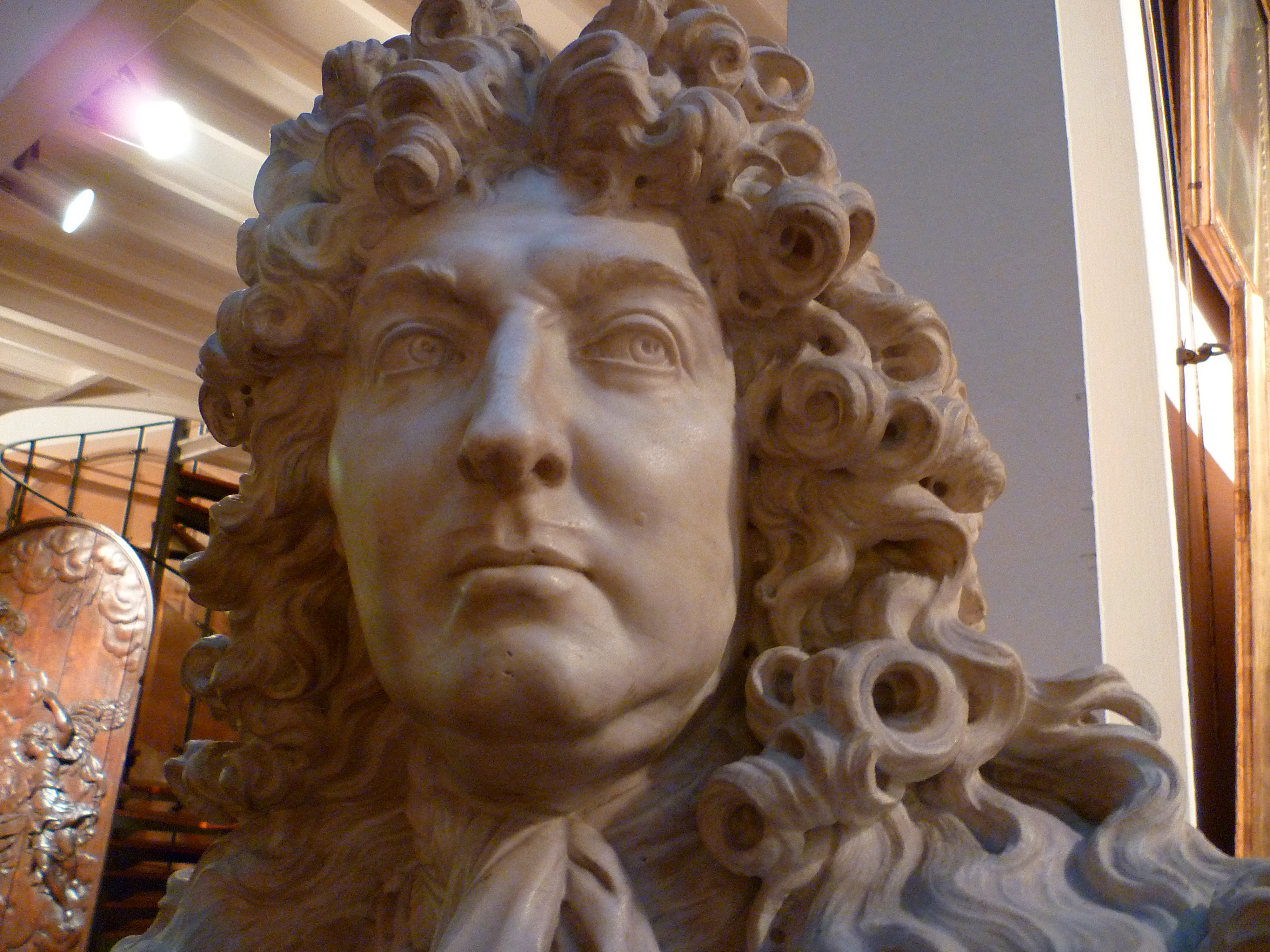
Бюст Людовика XIV из замка Вилласерф
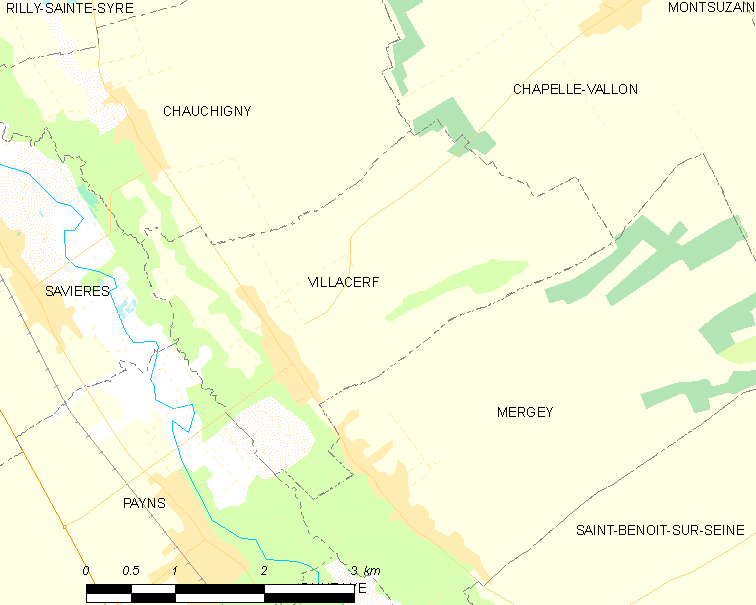
Карта коммуны